# Kambfjall (berg i Island, lat 65,00, long -14,17)
Kambfjall är ett berg i republiken Island. Det ligger i regionen Austurland, 400 km öster om huvudstaden Reykjavík. Toppen på Kambfjall är 888 meter över havet.
Trakten runt Kambfjall är nära nog obefolkad, med mindre än två invånare per kvadratkilometer. Närmaste större samhälle är Reyðarfjörður, nära Kambfjall. Trakten runt Kambfjall består i huvudsak av gräsmarker.